# Стар, Райан
Райан Стар (англ. Ryan Star, также известный как r.star; род. 7 января 1978 года, Хантингтон, Лонг-Айленд, Нью-Йорк, США) — американский музыкант. Он также был участником реалити-шоу Rock Star: Supernova на телеканале CBS.

## Биография
Райан Стар родился в Хантингтоне, штат Нью-Йорк, и вырос в Дикс Хиллс (англ. Dix Hills). В 14 лет собрал свою первую группу под названием Stage. Помимо него, группа состояла из Питера Анселмо, Грега Мейера и Джастина Паркера. Они выпустили несколько ЕР, а в 2003 году одноименный альбом на Maverick Records. Ещё учась в средней школе, группа играла в музыкальных клубах CBGB и Mercury Lounge. Когда пути членов группы разошлись, Джастин Паркер начал проект под названием Cortez The Killer, а Стар стал сольным исполнителем.
Стар был одним из конкурсантов на телевизионном реалити-шоу канала CBS — второго сезона Rock Star. Это было шоу талантов, среди которых группа Supernova искала себе вокалиста. Продюсером сериала и барабанщиком был Томми Ли из Mötley Crüe. На протяжении шоу, Райан последовательно показал различные стили от мелодичного пианино до рока. За время пребывания на шоу, он был прозван комментатором Дэйвом Наварро «Тёмной Лошадкой» (англ. «The Darkhorse»).
Впоследствии Райан был исключен из шоу, но через несколько дней после исключения Марк Бернетт, продюсер шоу, дал Райану и его группе возможность записать концертный альбом, чтобы дать толчок его карьере. Через одиннадцать недель Стар вернулся в шоу посредством SMS-голосования для исполнения песни «Back of Your Car», и был удостоен Honda CR-V.
После шоу Стар получил одобрение и положительные отзывы со стороны музыкальных критиков за мощный, эмоциональный голос. Он работает над своим первым студийным альбомом после ухода из шоу «Rockstar: Supernova». Альбом, озаглавленный 11:59 вышел в 2010 году. Трек «Last Train Home» вошёл в саундтрек фильма «P.S. Я люблю тебя».
Райан открыл The Declaration Tour — 2009 Дэвида Кука.
Его трек «Brand New Day» является заглавной песней телесериала канала Fox «Обмани меня».
Atlantic Records выпустили 19 ноября 2009 года EP, содержащий четыре песни из будущего альбома Райана Стара.
Трек «Right Now» был использован в рекламных роликах телесериала NBC «Филантроп».

## Дискография

### Студийные Альбомы
- Songs from the Eye of an Elephant (2005)
- 11:59 (2010)
- Angels+Animals (2014)

### EP
- Last Train Home EP (2009)

### Компиляции
- Dark Horse — A Live Album (2006)

### Сторонние проекты
- Саундтрек к фильму «P.S. Я люблю тебя» — «Last Train Home» (2007)
- Саундтрек к сериалу «Обмани меня» — «Brand New Day» (2009)
- Саундтрек к сериалу «Дневники вампира» — «Losing your memory»(2010 год)